# Đàm Văn Ngụy
Đàm Văn Ngụy (1927 – 2015), bí danh Văn Chung, là một tướng lĩnh, sĩ quan cấp cao, quân hàm Trung tướng Quân đội nhân dân Việt Nam. Ông là một trong những đội viên đầu tiên của Đội Việt Nam Tuyên truyền Giải phóng Quân năm 1944, từng giữ các chức vụ Sư đoàn trưởng các Sư đoàn 1, Sư đoàn 7, Sư đoàn 316, Phó Hiệu trưởng Quân sự Trường Sĩ quan Chính trị Quân sự, Tư lệnh Quân khu 1. Ông tham gia các cuộc kháng chiến chống Pháp, chống Mỹ, và chiến tranh biên giới 1979.
Ngoài ra ông còn là Ủy viên Ban chấp hành Trung ương Đảng Cộng sản Việt Nam khóa VI, VII, Đại biểu Quốc hội khóa VIII và IX. Ông được Nhà nước Việt Nam trao tặng danh hiệu Anh hùng lực lượng vũ trang nhân dân và Huân chương Quân công hạng Nhì, Ba.

## Thân thế và sự nghiệp
Ông là người dân tộc Tày, sinh ngày 1 tháng 5 năm 1927 tại xã Xuất Tính (nay là xã Minh Khai), huyện Thạch An, tỉnh Cao Bằng.

## Tham gia Việt Nam tuyên truyền giải phóng quân
Được các cán bộ Việt Minh, từ tháng 7 năm 1942, ông tham gia làm liên lạc dẫn đường, tiếp tế nuôi cán bộ Việt Minh hoạt động bí mật ở địa phương khi mới 14 tuổi. Nhiều lần ông cùng với du kích tham gia chiến đấu bảo vệ cán bộ, cõng những cán bộ đau ốm vào ẩn giấu trong rừng tránh sự lùng bắt của chính quyền thực dân Pháp.
Tuy được triệu tập dự lớp huấn luyện thành lập những mãi đến tháng 1 năm 1945, ông mới gia nhập Việt Nam Tuyên truyền Giải phóng quân. Từ tháng 5 đến tháng 8 năm 1945, ông tham gia giành chính quyền cho Việt Minh tại Thất Khê, Na Sầm và trở thành phụ tá cho ông Phùng Hữu Tài trong khóa huấn luyện cấp tốc, đào tạo cán bộ Việt Minh tại Thất Khê.
Sau khi Vệ quốc đoàn được tổ chức chính quy hóa, Chi đội Lạng Sơn trở thành Trung đoàn 28, ông Phùng Thế Tài được phân công làm Trung đoàn trưởng. ông được phân công làm cán bộ tiểu đội, trung đội, Tiểu đoàn 2, thuộc trung đoàn này.

## Tham gia kháng chiến chống Pháp
Năm 1946, trong trận phòng ngự ở Đồng Đăng, Lạng Sơn, ông chỉ huy tiểu đội chiếm một mỏm núi ở đầu phố, chặn giữ đối phương cho các đơn vị và cơ quan địa phương Việt Minh rút ra ngoài, đánh lui bốn đợt phản kích của đối phương. Cuối năm đó, một lần nữa ông chỉ huy tiểu đội đánh cản và rút sau cùng ở Cơn Pheo (Lạng Sơn) để trung đội thoát khỏi vòng vây.
Tháng 4 năm 1947, đơn vị ông phục kích đánh đoàn xe quân sự Pháp ở Bó Củng (Lũng Vài). Ông trực tiếp dẫn tiểu đội xung phong dùng lựu đạn diệt xe thiết giáp đối phương. Tháng 9 năm 1947, ông được kết nạp vào Đảng Cộng sản Đông Dương và chính thức trở thành Đảng viên tháng 3 năm 1948.
Đến tháng 8 năm 1949, một lần nữa đơn vị ông phục kích đoàn xe quân sự Pháp ở Lũng Vài. Ông lại dẫn trung đội xung phong, đánh chia cắt đội hình phía sau, gây rối loạn, tạo điều kiện cho đơn vị tiến công diệt nhiều xe và lính Âu Phi.
Tháng 8 năm 1949, Trung đoàn 174, còn gọi là trung đoàn Cao – Bắc – Lạng, ra đời. Ông được điều động làm cán bộ trung đội thuộc Tiểu đoàn 249 của trung đoàn này. Từ tháng 7 năm 1952 đến tháng 1 năm 1953, ông được phân công theo học Khóa 7 Trường Lục quân Việt Nam, rồi trở về được phân công làm Đại đội phó, rồi Đại đội trưởng Trung đoàn 176, Đại đoàn 316.
Tháng 1 năm 1953, đơn vị ông đang di chuyển đội hình để bao vây tiến công Nà Sản (Sơn La) thì bị một đại đội biệt kích Pháp tập kích vào bộ phận quân y phía sau. Ông trên cương vị quản trị trưởng, đã nhanh chóng tập hợp và tổ chức anh em luồn rừng truy kích biệt kích hơn 6 tiếng đồng hồ, diệt 14 biệt kích quân Pháp.
Thu Đông 1953-1954, ông là cán bộ chỉ huy đại đội, đánh nhiều trận tiễu phỉ ở biên giới Việt - Lào, diệt được nhiều toán phỉ, bảo đảm an ninh biên giới, đồng thời vận động 70 lính phỉ buông súng trở về.
Từ tháng 6 năm 1954, ông được thăng làm Tiểu đoàn phó. Ngày 7 tháng 5 năm 1956, ông được Chủ tịch nước Việt Nam Dân chủ Cộng hòa tặng thưởng Huân chương Quân công hạng Ba và danh hiệu Anh hùng lực lượng vũ trang nhân dân. Khi đó, ông là Tiểu đoàn phó, phụ trách Tiểu đoàn trưởng Tiểu đoàn 11, Trung đoàn 176, Đại đoàn 316, Đảng viên Đảng Lao động Việt Nam.
Tháng 3 năm 1957, ông được phân công theo học Trường Quân sự Trung cao Nam Kinh (Trung Quốc). Từ tháng 2 năm 1960, ông được bổ nhiệm là Tiểu đoàn trưởng Tiểu đoàn 2, Lữ đoàn 316, đầu năm 1962, tham gia chiến đấu tại Mặt trận Thượng Lào, hàm Đại úy.
Năm 1964, khi Lữ đoàn 316 được nâng lên cấp sư đoàn, ông được phân công chức vụ Trung đoàn phó. Tháng 10 năm 1965, ông được bổ nhiệm làm Trung đoàn trưởng Trung đoàn 174, Sư đoàn 316, hàm Thiếu tá.

## Tham gia kháng chiến chống Mỹ
Từ tháng 3 năm 1967, ông cùng Trung đoàn 174 được điều động vào Nam tham chiến tại Chiến trường Tây Nguyên, trở thành nòng cốt để thành lập Sư đoàn 1, Quân Giải phóng miền Nam Việt Nam. Tháng 7 năm 1968, ông chỉ huy trung đoàn tham gia đợt 3 tổng tiến công tại chiến trường Tây Ninh - Dầu Tiếng. Tháng 10 năm 1968, trung đoàn hành quân về Phước Long củng cố và được biên chế vào đội hình của Sư đoàn 5, Quân Giải phóng miền Nam Việt Nam, vẫn do ông làm Trung đoàn trưởng, rồi Sư đoàn phó Sư đoàn 5.
Đầu năm 1972, ông được bổ nhiệm làm Sư đoàn trưởng Sư đoàn 7, Quân Giải phóng miền Nam Việt Nam, chỉ huy sư đoàn tham gia Chiến dịch Nguyễn Huệ
Tháng 10 năm 1973, ông được điều trở ra Bắc, làm Sư đoàn trưởng Sư đoàn 316 với hàm Thượng tá. Ông được thăng hàm Đại tá chỉ 1 năm sau đó.
Đầu năm 1975, ông và ông Nguyễn Hải Bằng (quyền sư đoàn trưởng sư đoàn 316) chỉ huy Sư đoàn 316 bí mật hành quân bằng xe cơ giới vào chiến trường Tây Nguyên, làm mũi chủ công tấn công Buôn Mê Thuột, mở màn Chiến dịch Tây Nguyên.
Trong Chiến dịch Hồ Chí Minh, ông chỉ huy sư đoàn phụ trách mũi tấn công Trảng Bàng, Củ Chi, chiến đấu trong đội hình của Quân đoàn 3, Quân đội nhân dân Việt Nam.
Tháng 7 năm 1976, ông được phân công làm Phó hiệu trưởng quân sự Trường Sĩ quan Chính trị.

## Tham gia cuộc chiến tranh biên giới phía bắc
Từ tháng 1 năm 1978, ông được bổ nhiệm làm Phó Tư lệnh Quân khu 1. 
Ngày 16 tháng 7 năm 1979, Quân đoàn 8 (sau đổi phiên hiệu thành Quân đoàn 26), tức Binh đoàn Pắc Bó thuộc Quân khu 1 được thành lập, gồm các sư đoàn bộ binh 311, 322, 346; trung đoàn pháo binh 188; trung đoàn phòng không 814; trung đoàn công binh 522. Ông được bổ nhiệm làm Tư lệnh quân đoàn và chỉ huy quân đoàn tham chiến trong Chiến tranh biên giới phía Bắc.
Sau chiến tranh, ông được thăng hàm Thiếu tướng (tháng 1 năm 1980), rồi Trung tướng (tháng 12 năm 1984).
Đến tháng 4 năm 1987, ông được thăng Tư lệnh Quân khu 1, Bí thư Đảng ủy và giữ chức vụ này đến tháng 12 năm 1996 thì nghỉ hưu.
Ông mất ngày 15/02/2015 tại Hà Nội và an táng tại Nghĩa trang Mai Dịch. .
Ông là Ủy viên Trung ương Đảng Cộng sản Việt Nam các khóa 6, 7; Đại biểu Quốc hội khóa 8, 9.

## Lịch sử thụ phong quân hàm[1]
| Quân hàm |        |          |          |           |        |             |             |  |  |  |  |
| Cấp bậc  | Đại úy | Thiếu tá | Trung tá | Thượng tá | Đại tá | Thiếu tướng | Trung tướng |  |  |  |  |
|          |        |          |          |           |        |             |             |  |  |  |  |

## Vinh danh
Ông được Nhà nước Việt Nam trao tặng:
- Danh hiệu Anh hùng lực lượng vũ trang nhân dân
- Huân chương Độc lập hạng Nhất
- Huân chương Quân công hạng Nhất, Nhì, Ba.
- Huân chương Chiến thắng hạng Ba
- Huân chương Chiến công hạng Nhì, Ba
- Huân chương Kháng chiến (chống Pháp) hạng Nhất,
- Huân chương Kháng chiến chống Mỹ cứu nước hạng Nhất
- Nhà nước Cộng hòa Dân chủ Nhân dân Lào cũng đã trao tặng ông Huân chương Tự do hạng Nhất.

## Gia đình
Con trai ông, Đàm Dũng, từng giữ chức Hiệu trưởng Trường Thiếu sinh quân Quân khu I, hàm Đại tá.